# Sedlo Flochovej
Przełęcz Flochovej (słow. sedlo Flochovej; 1297 m n.p.m.) – przełęcz w głównym grzbiecie Gór Kremnickich, rozdzielające dwa najwyższe szczyty tego pasma. Stosunkowo płaski masyw jest niewyraźną przełęczą rozdzielony na wyższą Flochovą na zachodzie i tylko o kilka metrów niższy Svrčinník na wschód od przełęczy.
Przełęczą przechodzi Szlak Bohaterów Słowackiego powstania Narodowego i jest ważnym skrzyżowaniem szlaków turystycznych.

## Szlaki turystyczne
- czerwonym szlakiem z przełęczy Malý Šturec (890 m n.p.m.) przez Svrčinník
- czerwonym szlakiem z Kordíckiej Przełęczy (Kordíckiego sedla; 1117 m n.p.m.) przez rozdroże Pod Tablou
- zielonym szlakiem z Turčianskich Teplic przez Flochovą
- niebieskim szlakiem z górnego Turčka przez rozdroże Studený žľab
- niebieskim szlakiem ze schroniska Žarnovica i Bartoška koło Čremošnego